# Mario Cuenca Sandoval
Mario Cuenca Sandoval (Sabadell, 1975) es un escritor y profesor español, afincado en Andalucía. Ha escrito novelas y poesía.

## Novelas
Boxeo sobre hielo (Berenice, 2007, premio Andalucía Joven de novela), El ladrón de morfina (451 Editores, 2010), Los hemisferios (Seix Barral, 2014), El don de la fiebre (Seix Barral, 2018; novela que trata sobre la figura del compositor francés Olivier Messiaen), Lux (Seix Barral, 2021) y Aurora Q (Galaxia Gutenberg, 2024).

## Premios
Ha obtenido los premios Surcos de Poesía (2004), Vicente Núñez de Poesía (2005), Andalucía Joven de Narrativa (2007) y Premio Internacional Píndaro a la Creación Literaria Inspirada en el Fútbol, convocado por la Casa Nacional de las Letras Andrés Bello y el Ministerio del Poder Popular para la Cultura de Venezuela (2008). Además ha sido finalista del Premio José Saramago-Sierra de Guadarrama de Narrativa (2008). En 2019 recibió el Premio Ciudad de Barcelona en la modalidad de literatura castellana. En 2023 obtuvo el premio Málaga de novela por su libro Aurora Q..
Ha publicado los poemarios Todos los miedos, Renacimiento, Sevilla, 2005; El libro de los hundidos, Visor, Madrid, 2006 y Guerra del fin del sueño, La Garúa, Barcelona, 2008. En 2019 recibió el Premio Ciudad de Barcelona de Literatura en Lengua Castellana 2018.

## Antologías
Ha coordinado y prologado 22 Escarabajos. Antología hispánica del cuento Beatle, Páginas de Espuma, 2009, y ha sido incluido en antologías como 30 cuentistas hispanoamericanos, de Claudia Apablaza (2007): Poe (451 ediciones, 2009) y Microcuento en Andalucía (Batarro, 2009). 

## Publicaciones periódicas
Ha colaborado en múltiples revistas, como Quimera, Eñe, Qué leer, Nayagua, Trece trenes, El robador de Europa, etc. y en diarios como El Mundo, El País, El Confidencial, etc.